# Kinh Chuyển pháp luân

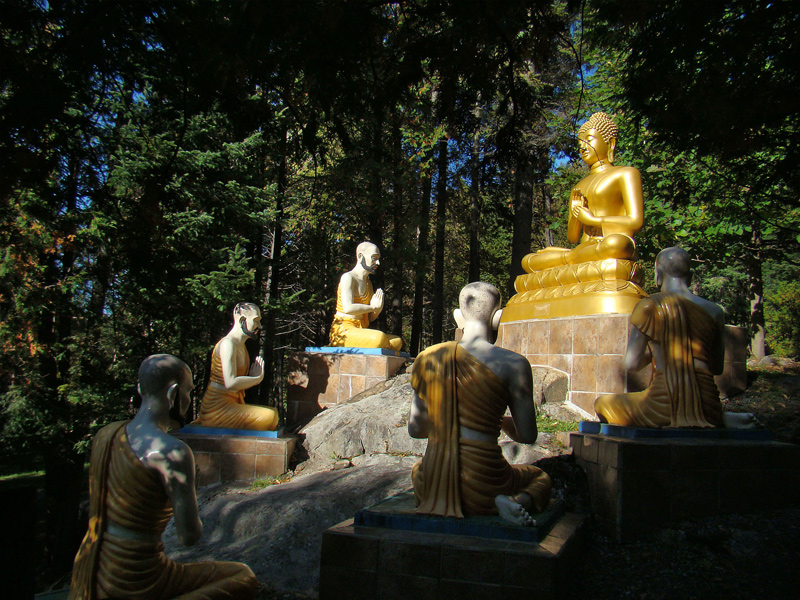
Tượng mô tả đức Phật thuyết kinh Chuyển pháp luân cho năm anh em Kiều Trần Như tại một ngôi chùa Việt Nam tại Quebec, Canada.

Kinh Chuyển pháp luân (chữ Hán: 轉法輪經; Chuyển pháp luân kinh; chữ Phạn: धर्मचक्रप्रवर्तनसूत्र, Dharmacakrapravartana Sūtra/Dhammacakkappavattana Sutta) là bài giảng pháp đầu tiên mà Sa-môn Tất-đạt-đa Cồ-đàm thuyết giảng tại vườn Lộc Uyển cho các đệ tử sau khi Ngài đắc đạo theo hầu hết truyền thống Phật giáo. Dù tồn tại nhiều phiên bản khác nhau, nhưng các phiên bản này đều chung nội dung tóm tắt về tư tưởng Trung đạo và các điểm cốt lõi của Phật giáo gồm Tứ diệu đế, Bát chánh đạo, Vô thường và Duyên khởi.

## Lịch sử
Theo truyền thống Thượng tọa bộ, không lâu sau khi Vương tử Tất-đạt-đa xuất ly đời sống thế tục, sống không gia đình, Ngài đã tu hành khổ hạnh với nỗ lực mạnh mẽ ở Uruvela. Cùng tu tập với ngài là nhóm bạn đồng tu gồm năm vị tu sĩ khổ hạnh gốc Bà-la-môn, thường được biết đến với tên gọi Năm anh em Kiều-trần-như. Sáu năm sau, Ngài nhận thấy rằng, khổ hạnh không phải là con đường đúng để giác ngộ nên đã từ bỏ và bắt đầu dùng lại vật thực cần thiết cho cơ thể. Nhóm năm vị tu sĩ cho rằng người bạn Tất-đạt-đa đã từ bỏ nỗ lực giác ngộ, vì vậy đã thất vọng rời bỏ Ngài và đi đến Vườn Nai ở Isipatana.
Tuy nhiên, với nỗ lực của mình, tu sĩ trẻ Tất-đạt-đa đã đạt được giác ngộ và giải thoát khi thiền định dưới cội bồ đề bên dòng sông Nerañjarā ở Bodh Gaya. Sau khi trở thành Phật, Ngài đã im lặng trong 49 ngày. Theo MN 26 và MĀ 204, sau khi quyết định truyền pháp cho chúng sanh, ban đầu Đức Phật dự định đi thăm các vị thầy cũ của Ngài là Āḷāra Kālāma và Uddaka Rāmaputta, để truyền lại pháp mà Ngài đã đắc đạo. Tuy nhiên, những vị thầy đó đã qua đời, vì vậy Ngài đã quyết định đến thăm năm người bạn đồng tu cũ của mình tại Sarnath, một thị trấn nhỏ gần thành Varanasi (Trung Ấn Độ). Những người này ban đầu nghi ngờ, nghĩ rằng ông đã từ bỏ việc tìm kiếm chân lý khi từ bỏ lối sống khổ hạnh của họ. Nhưng khi nhìn thấy ánh hào quang của Đức Phật, họ yêu cầu Ngài dạy những gì đã học được. Sau đó, Đức Phật đã thuyết giảng những giáo lý ban đầu, giới thiệu các khái niệm cơ bản của tư tưởng Phật giáo, chẳng hạn như Trung đạo và Tứ Diệu Đế.

## Những nghiên cứu học thuật

### Bảo tồn những giáo lý lâu đời nhất
Các học giả hiện đại đồng ý rằng những lời dạy của Đức Phật đã được truyền khẩu trong khoảng vài trăm năm sau khi Đức Phật nhập diệt, trước khi chúng được ghi chép thành văn tự. Theo các học giả hàn lâm, sự mâu thuẫn trong các văn bản cổ xưa nhất có thể tiết lộ sự phát triển trong các giáo lý cổ xưa nhất. Trong khi truyền thống Theravada cho rằng kinh điển có từ chính Đức Phật, được lưu truyền trong một chuỗi truyền khẩu không gián đoạn, các học giả hàn lâm đã chỉ ra nhiều mâu thuẫn và cố gắng giải thích chúng. Thông tin về những giáo lý lâu đời nhất của Phật giáo, chẳng hạn như Tứ Diệu Đế, một chủ đề quan trọng trong Kinh Chuyển pháp luân, đã thu thập được bằng cách phân tích các bản văn cổ nhất và những điểm mâu thuẫn này, là vấn đề đang được thảo luận và nghiên cứu.

### Sự phát triển của bài kinh

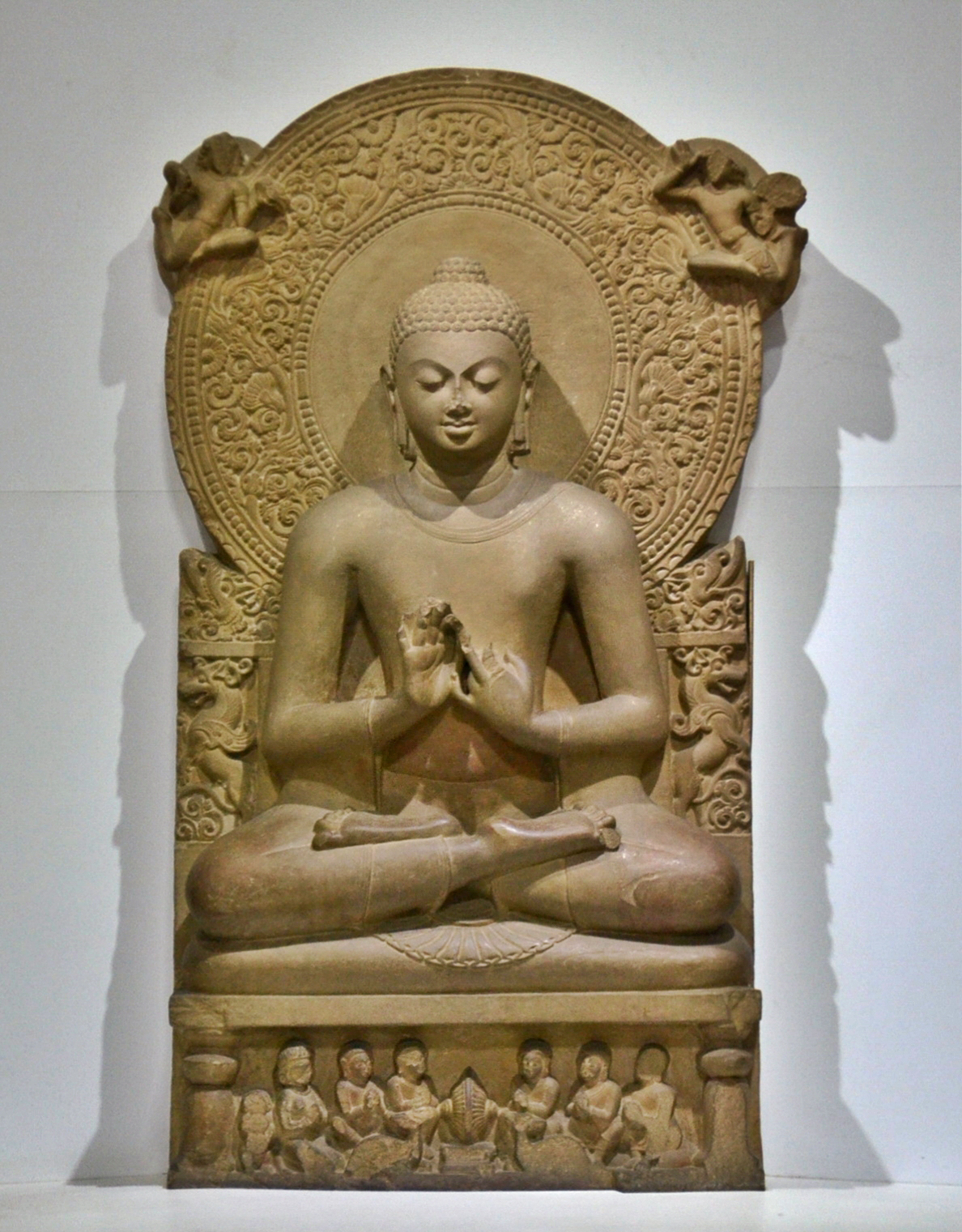
Đức Phật giảng bài pháp đầu tiên, Sarnath, khoảng năm 475.

Theo Bronkhorst, "bài giảng đầu tiên" này được ghi lại trong một số kinh điển, với những biến thể quan trọng. Trong các văn bản Luật tạng và trong kinh Chuyển pháp luân (bản Pali) chịu ảnh hưởng của các văn bản Luật tạng, có bao gồm nội dung Tứ diệu đế, cũng như chi tiết Kondañña giác ngộ khi "linh kiến Giáo pháp" khởi lên: "vạn vật có sinh ắt có diệt". Tuy nhiên, trong kinh Thánh cầu (Ariyapariyesanā Sutta, Majjhima Nikaya 26) lại không đề cập đến Tứ diệu đế, đồng thời ghi nhận chi tiết Đức Phật đã thuyết giảng lần lượt cho nhóm 5 người, đôi khi chỉ giảng cho hai hoặc ba người, trong khi những người khác đi khất thực. Các phiên bản khác của "bài thuyết pháp đầu tiên" cũng có những dị biệt đáng kể khi trình bày về khái niệm Tứ diệu đế.
Theo Bronkhorst, điều này chỉ ra rằng khái niệm Tứ đế đã được thêm vào những mô tả trước đó về sự giải thoát bằng cách thực hành Tứ thiền, mà ban đầu được cho là đủ để tiêu diệt các arsavas. Anderson, theo Norman, cũng cho rằng Tứ diệu đế vốn không có trong bộ kinh này, về sau được thêm vào trong một số phiên bản. Theo Bronkhorst, khái niệm "Thập nhị nhân duyên" có lẽ cũng là một bổ sung sau này, nhằm thay thế thuật ngữ chung chung "bát-nhã" cho "tứ đế" cụ thể hơn.

### "Tinh túy" của Phật giáo
Theo Cousins, nhiều học giả có quan điểm rằng "bài giảng này chỉ được xác định là bài giảng đầu tiên của Đức Phật vào một thời điểm sau đó". Theo Anderson, một đặc điểm đã được công nhận từ lâu của kinh điển Theravada là nó thiếu một "cấu trúc bao quát và toàn diện về con đường dẫn đến niết-bàn". Các kinh văn tạo thành một mạng lưới hoặc ma trận, chúng phải được kết hợp với nhau. Trong mạng lưới này, "tứ diệu đế là một giáo lý trong số những giáo lý khác và không đặc biệt trung tâm," nhưng là một phần của "toàn bộ ma trận pháp". Tứ diệu đế được thiết lập và xâu kết trong mạng lưới đó, làm nổi bật lên "các giáo lý khác nhau giao thoa với nhau như thế nào", và đề cập đến các pháp môn Phật giáo khác nhau, tất cả đều là một phần rõ ràng và ngầm định của các đoạn đề cập đến Tứ diệu đế. Chính những yếu tố đó, đã được tập hợp để hình thành một kinh Chuyển pháp luân riêng biệt như là bài giảng đầu tiên và là cơ bản nhất của nhập môn con đường giác ngộ.

## Phiên bản
Kinh Chuyển pháp luân có hơn 20 phiên bản khác nhau, rải rác trong các bộ kinh điển các ngôn ngữ Pali, Phạn cùng các bản Hán dịch và Tạng dịch.
Tiếng Pali

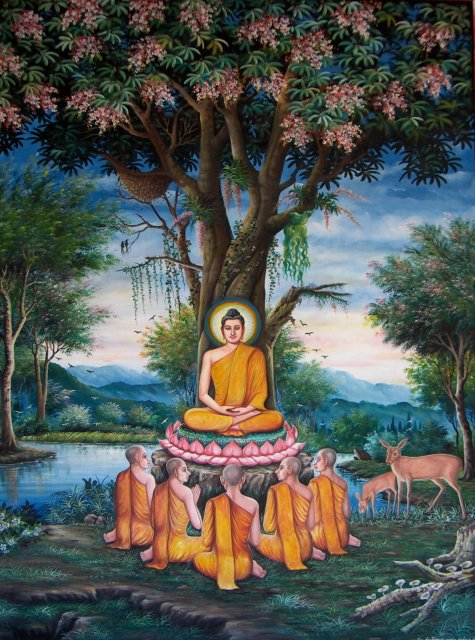
Ảnh họa chùa Chedi Liam Thái Lan về Bài giảng ở vườn Lộc Uyển Sarnath.

- Tương ưng Bộ, Tương ưng 56, kinh thứ 11, phiên bản Xích đồng diệp bộ
- Luật tạng, Đại phẩm, Thiên Thọ giới, phiên bản Xích đồng diệp bộ
- Tiểu Bộ, Phân tích đạo (pi. Paṭisambhidā-magga), phẩm thứ 7 "Pháp luân luận",[30] phiên bản Xích đồng diệp bộ

Tiếng Phạn
- "Dharmacakrapravartana Sutra" (Chuyển pháp luân kinh)[31]
- "Abhidharmakośabhāṣya" (A-tì-đạt-ma-câu-xá luận thích)[32]
- "Dharmaskandha" (Pháp uẩn túc luận), quyển 6,[33] phiên bản Thuyết nhất thiết hữu bộ
- "Mahāvastu" (Đại sự), phiên bản Thuyết xuất thế bộ

Hán dịch
- Tạp A-hàm, quyển 15, kinh 379. Cầu-na Bạt-đà-la dịch từ bản của Thuyết nhất thiết hữu bộ
- Tăng nhất A-hàm, quyển 14, phẩm 24, kinh số 5.[34][35] Tăng-già-đề-bà (Saṅghadeva) dịch từ bản của Thuyết nhất thiết hữu bộ
- Phật thuyết Chuyển pháp luân kinh (佛說轉法輪經), An Thế Cao dịch[36]
- Tam chuyển Pháp luân kinh (三轉法輪經).[37] Nghĩa Tịnh dịch từ bản của Thuyết nhất thiết hữu bộ
- Phổ diệu kinh (普曜經),[38] quyển 7 "Câu-lân đẳng phẩm". Trúc Pháp Hộ dịch
- Phương quảng Đại trang nghiêm kinh (方廣大莊嚴經), quyển 11 "Chuyển pháp luân phẩm".[39]. Địa-bà-ha-la (Divākara) dịch
- Quá khứ hiện tại nhân quả kinh (過去現在因果經), quyển 3.[40] Cầu-na Bạt-đà-la dịch
- Phật bổn hạnh tập kinh (佛本行集經), quyển 34.[41] Xà-na-quật-đa (Jñānagupta) dịch
- Ma-ha đế kinh (摩訶帝經), quyển 7.[42] Pháp Hiền (法賢) dịch
- Tứ phần luật (四分律), quyển 32.[43] Phật-đà-da-xá (Buddhayazas) và Trúc Phật Niệm (竺佛念) dịch từ bản của Pháp tạng bộ
- Ngũ phần luật (五分律), quyển 15.[44] Phật-đà-thập ( Buddhajìva) và Trúc Đạo Sinh (竺道生) dịch từ bản của Hóa địa bộ
- Thập tụng luật (十誦律), quyển 60.[45] Phất-nhã-đa-la (Puịyatàra) và Cưu-ma-la-thập dịch từ bản của Thuyết nhất thiết hữu bộ
- Căn bản Thuyết nhất thiết hữu bộ Tỳ-nại-da tạp sự (根本說一切有部毗奈耶雜事), quyển 19.[46] Nghĩa Tịnh dịch từ bản của Căn bản Thuyết nhất thiết hữu bộ
- Căn bản Thuyết nhất thiết hữu bộ Tỳ-nại-da phá tăng sự (根本說一切有部毘奈耶破僧事), quyển 6.[47] Nghĩa Tịnh dịch từ bản của Căn bản Thuyết nhất thiết hữu bộ

Tạng dịch
- Phổ diệu kinh, chương 26 "Chuyển pháp luân".[48]